# Фёнхусский мост
Фёнхусский мост (норв. Fønhus bru) — автодорожный мост на дороге №226 (fylkesvei  226) в коммуне Сёр-Эурдал, Норвегия. Мост пересекает реку Бегна западнее Fønhus. 
В начале XX века мост был крытым. Существующий мост был открыт в 1998 году. 

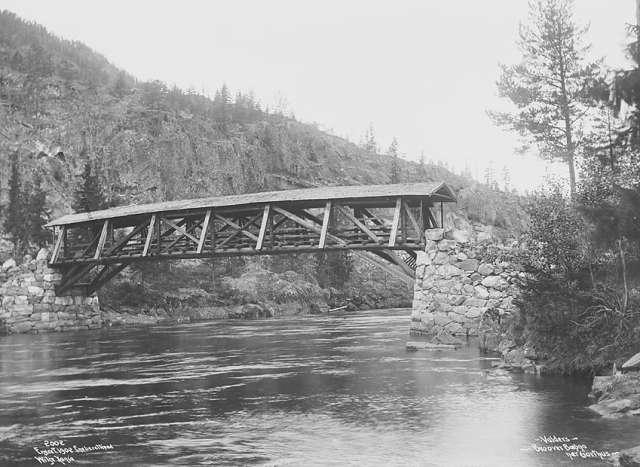
Мост в начале XX века

## Конструкция моста
Мост однопролетный деревянный арочный с ездой поверху. Пролётное строение состоит из 2-х арок, изготовленных из клеёного бруса. По статической схеме — двухшарнирная арка. Объединение арок и продольных балок мостового полотна осуществляется с помощью деревянных схваток. Перильное ограждение деревянное Длина моста 35,5 м, длина пролета – 28 м, высота свода над водой — 7,5 м.
Конструкции моста были изготовлены двумя норвежскими компаниями: Brødr. Berntsen AS (металлические конструкции) и Moelven Limtre AS (клеёный брус).